# Ålandstrafiken
Ålandstrafiken — транспортная компания с головной конторой на Аландских островах (Финляндия).
Обеспечивает паромное сообщение между островами внутри Аландского архипелага, а также между Аландами и портами западной Финляндии. Имеет также свой автобусный парк, обеспечивающий автобусное сообщение по Главному острову.
Основных линий паромных сообщений четыре: две соединяют Аланды с основной частью Финляндии, начинаясь в архипелаге Турку, и ещё две проходят в пределах самих Аландских островов.
Проезд на паромах компании бесплатен для пешеходов и велосипедистов, плата взимается только с транспортных средств, имеющих двигатель. Пассажирской платы также нет. Система исчисления платы сложна и зависит от маршрута путешествия. Основным фактором, определяющим величину платы за проезд, является ночлег вне пределов Главного острова. Если путешественники ночуют на малых островах архипелага три ночи, продолжение пути до Главного острова бесплатно. Не берётся плата с автобусов, пассажиры которых имеют оплаченную бронь в местах размещения архипелага, вне пределов Главного острова. Для желающих добраться напрямую из Финляндии на Главный остров эта плата максимальна.
Кроме этого, размер платы зависит от ценовых сезонов, которых два — с 16 апреля до 30 сентября и с 1 октября по 15 апреля включительно. Цены первого сезона существенно выше, чем второго